# Ballon-Saint Mars
Ballon-Saint Mars é uma comuna francesa na região administrativa do País do Loire, no departamento de Sarthe. Estende-se por uma área de 31.61 km². Em 2010 a comuna tinha 2 280 habitantes (densidade: 72,1 hab./km²).
Foi criada em 1 de janeiro de 2016, a partir da fusão das antigas comunas de Ballon e Saint-Mars-sous-Ballon.